# 帕斯卡的賭注

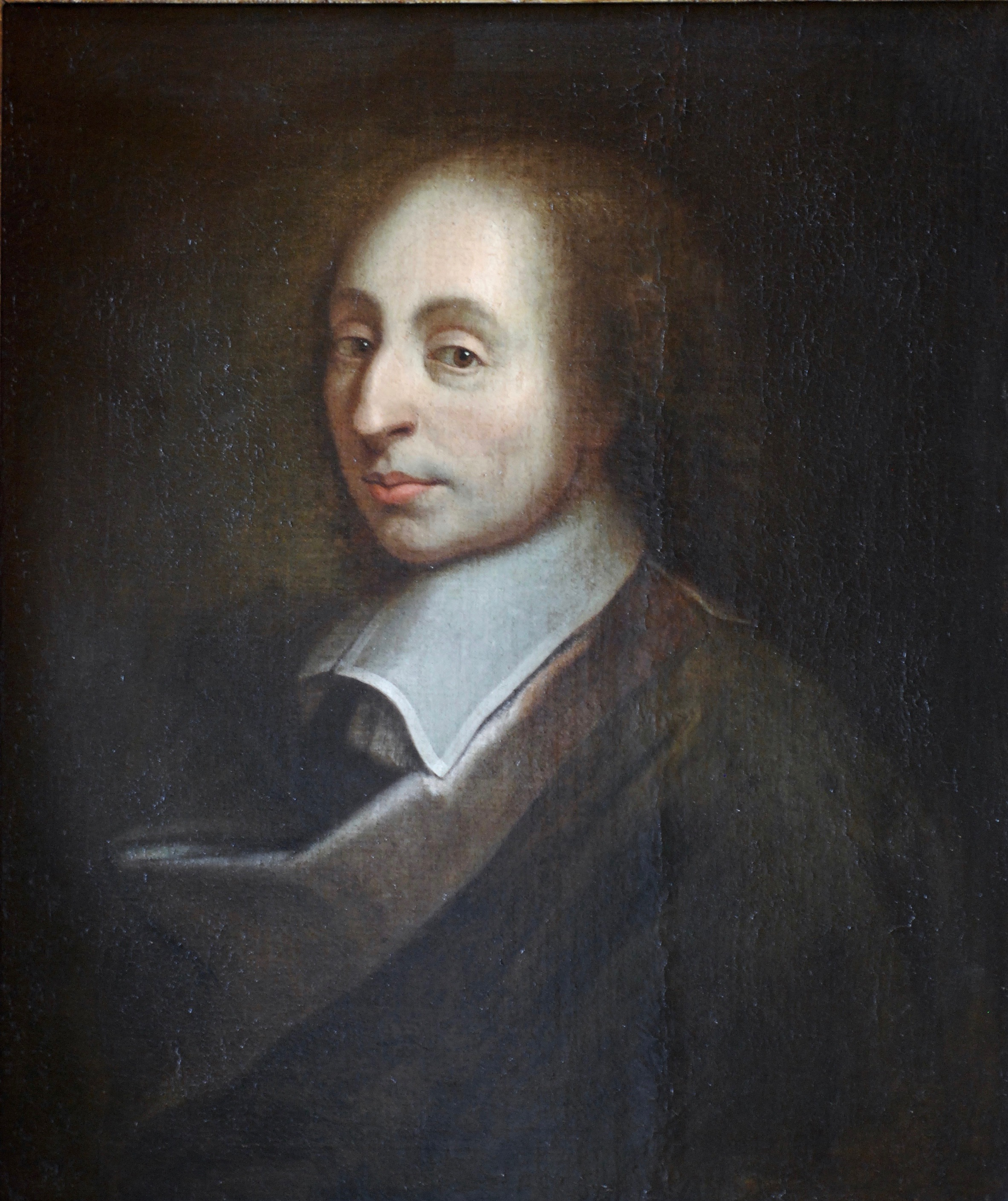
帕斯卡畫像

帕斯卡的賭注（英語：Pascal's Wager）是十七世紀法國哲學家、數學家、物理學家布萊茲·帕斯卡提出的一項哲學論證，收錄於帕斯卡身後出版的《思想錄》第233章。
論證認為，理性的個人應該相信上帝存在，並依此生活。因為若相信上帝，而上帝事實上不存在，人蒙受的損失不大；而若不相信上帝，但上帝存在，人就要遭受無限大的痛苦（永遠下地獄）。
雖然帕斯卡的賭注中的上帝指的是基督教的神，其他宗教中也出現過類似的辯論觀點。
帕斯卡的賭注開創性地應用了概率論、決策論、存在主義、實用主義和唯意志論，在哲學和神學歷史上具有重要的地位。

## 內容
帕斯卡的賭注辯證過程如下（節錄自《思想錄》第三部分，§233）：
- 上帝或者存在，或者不存在，無法以理性分辨
- 人們必須猜測......就像拋硬幣猜測哪一面向上一樣
- 你必須下賭注，不能不下
- 讓我們衡量一下賭上帝存在的利弊得失吧。如果你賭對了，你將贏得一切，如果錯了，失去的都算不了什麼。
- 那麼，不要猶豫，賭上帝存在吧。（......）贏家的獎勵是無限快樂的天堂生活，而唯一可能的代價與之相比都微不足道。所以，假設上帝存在與不存在的可能性一樣大，既然利益無限大，賭上帝存在是最有力的選擇。
- 但是有些人就是無法相信。他們至少也要「認識到自己無法相信的缺憾」，然後「盡量說服自己」。

在《思想錄》中，帕斯卡請讀者分析人類的處境：人類的主觀抉擇後果非常嚴重，但又無法全面理解這些後果。他認為，雖然理智可以分辨不少事物，但在最終極的問題上，我們仍然只能依靠猜測。他引述了人類生命中不能確定的幾大方面：
| 類別               | 原文 |
| ------------------ | --- |
| 終極的不確定       | 這就是我所看見的一切；讓我非常不安。不管我看哪裡，都看不清楚。大自然給我的一切都充滿疑問和煩惱。 |
| 對人生目的的不確定 | 說白了，從本質上來說，人是什麼？對無窮來說什麼都不是，但對虛無來說又高於一切；處在虛無和無窮中間，兩邊都無法理解。 |
| 對理性的不確定     | 沒有什麼比這樣拒絕理性更服從理性了。 |
| 對科學的不確定     | 毫無疑問，自然法則是存在的，但是一旦這個法則遭到破壞，一切都蕩然無存。 |
| 對宗教的不確定     | 若我完全沒看見神性的跡象，那我就毫不猶豫地否定上帝；但若神蹟俯首皆是，我的信仰就毫不動搖。但是，我看見的既不夠少讓我否定上帝，又不夠多讓我安心信仰，這種處境真是可憐。我不停地禱告，請上帝毫無疑問地現身。 若要了解上帝的作為，我們必須接納一個原則，就是祂故意要蒙蔽一些人、啟發剩下的。 |
| 對不確定性的不確定 | 我們無法確知一切都不確定。 |

帕斯卡指出，人類是一種有限的存在，但卻被困在無法理解的無限宇宙中，短暫地從不存在衍生出存在，而又完全不知道「為什麼」。他認為，人類的有限性導致其從根本上難以逼近真理。
既然僅憑理性無法得知上帝是否存在，帕斯卡認為，上帝是否存在實質上像是投硬幣一般的機率問題。雖然人們無法預測投擲的硬幣哪一面會朝上，人們仍然必須考慮每種可能性的後果來行事。
帕斯卡認為，人類生活必須基於上帝是否存在的假設，作出現實的抉擇，所以賭注是必須下的。

## 決策理論分析
帕斯卡的賭注的意義大致可以歸納為這一種決策矩陣：
|                | 上帝存在(G)   | 上帝不存在(¬G) |
| 相信上帝(B)    | +∞ (無限享樂) | −1 (有限成本)  |
| 不相信上帝(¬B) | −∞ (無限痛苦) | +1 (有限享樂)  |

如此看來，只要一人願意承認上帝存在的概率大於零，「相信上帝」{\displaystyle (B)}這一選項就一定是最優解。
事實上，從決策理論上來看，重要的只是{\displaystyle +\infty }這一值。對於任何如下形式的決策矩陣（{\displaystyle f_{1},f_{2},f_{3}}非正無限值）{\displaystyle (B)}都是最優解。
|                | 上帝存在(G) | 上帝不存在(¬G) |
| 相信上帝(B)    | +∞          | f1             |
| 不相信上帝(¬B) | f2          | f3             |

## 批評
帕斯卡的賭注自出現受到不少批評、質疑和反駁。無神論者質疑，既然帕斯卡的賭注中的神處於理智「範疇」以外，那就不能以理智的方式衡量信仰祂的「利益」。傳統宗教人士則反對此賭注背後的自然神论和不可知論色彩。
最著名的幾種質疑包括「未能證明上帝存在」、「鼓勵虛假信仰」和不一致啟示論證等。

### 未能證明上帝存在
另一位啟蒙時代著名法國作家伏爾泰反對帕斯卡的賭注，認為其作為「證明上帝存在」的理念「既不雅也幼稚」。伏爾泰寫道：「僅僅希望某事物存在，完全不能證明它的確存在」。賭注的支持者則指出，帕斯卡提出賭注的原意並不是要證明上帝存在，而是以現實主義的眼光指出人類生存必須要面對的一個矛盾。
伏爾泰反駁稱，帕斯卡作為楊森主義者，本就相信只有已經被選定的一小部分人類才能獲得救贖，所以不管其他人受多大的獎勵而相信基督教，最終也沒有什麼用。
另一位法國哲學家艾蒂安·苏里奥認為，若要接受帕斯卡的觀點，信徒必須確信上帝的確意圖兌現賭注的承諾，而這也完全沒有得到證明。他認為，帕斯卡的賭徒就像坐在河畔的一個傻瓜；傻瓜看見一片樹葉在水中漂浮，搖擺著逼近一塊大石中間，於是說「我和羅斯柴爾德打賭一百萬，樹葉最終會從左邊飄過這塊石頭」；結果樹葉最終的確從左邊飄過，但不幸的是，羅斯柴爾德從沒說過「我答應和你一起賭」。

### 不一致啟示論證
世界歷史上有很多不同的宗教，其中的「上帝」各不相同；有帕斯卡的批評者於是認為，所有的這些上帝都應被納入賭注中。這一類論證被稱為「不一致啟示論證」（英語：Argument from Inconsistent Revelations）。這種觀點認為，將這麼多上帝一起納入賭注考慮，導致「相信到錯誤的那個上帝」機率極高，將帕斯卡的賭注所能帶來的潛在利益抵消殆盡。與伏爾泰同一時代的哲學家德尼·狄德罗就曾簡明概要地講到：「（伊斯蘭教的）伊瑪目也會這麼說」。
帕斯卡在《思想錄》中簡單討論過這個觀點，稱其「明顯既錯誤又卑鄙」。他說，滿足於「多宗教論證」的不信者都受到懷疑的蠱惑，進入致命的「沉眠」狀態。如果這些人真的願意尋找事實，他們就應該去「仔細」去尋找和發現基督教與其他宗教的不同之處，但他們根本就懶得這麼做。帕斯卡指出，這種論證在一些通常的「哲學問題」中可能是有道理的，但不能適用於帕斯卡的賭注，因為「代價實在是太高了」。他批評稱，不信教者在「自身、永久、一切都處於危險之中」的情況下，仍然不看清事實，寧可胡亂說出「膚淺的理解」（法語：une reflexion légère）了事； 他們自以為問了一個「引導性問題」後便像進了一球般自娛自樂。
帕斯卡死後，研究他的學者分析稱，帕斯卡認為不一致啟示論證只是一種文字遊戲，是他根本無意跌落的一個「陷阱」。
當代帕斯卡學者大衛·韋特塞爾（David Wetsel）指出，帕斯卡對非基督教的宗教態度很簡單：「他認為，古代異教逐漸消亡令其意義不言而喻。那些新大陸，印度和非洲仍然存在的異教甚至一眼都不值得一看：這些宗教顯然是迷信和無知的產物，根本沒有能引發『智者（法語：les gens habiles）』興趣的任何真材實料」。
雖然帕斯卡對不一致啟示論證如此不屑，但是在他身後，有不少護教士們態度更加認真。他們認為，在基督教以外的其他宗教中，只有承諾給予無限快樂的宗教才能影響賭注的支配性策略；因此，「有限的，半幸福的承諾，例如卡利或奧丁的那些」就不能算數。
普世教會合一運動認為，實際上，相信一個「大體相似」（generic）的上帝（比如說亞里斯多德的上帝），不論名字是否正確，就足以滿足帕斯卡賭注的需求。這種解釋認為，歷史上曾出現的神明的概念說到底也就只有少量幾種「真正的選擇」，而若帕斯卡的賭注能驅使人們相信一種「通用有神論」（"generic theism"），其使命就已經完成。

### 鼓勵虛假信仰
也有一些批評家認為，帕斯卡的賭注實際上是在鼓吹無法相信上帝存在的人們假裝相信，以換取永恆的獎勵。他們認為，這是非常不誠實、非常不道德的行為。另外，既然上帝全能、全知、公正，祂一定會一眼看穿這類「信徒」的伎倆，所以賭注中的「獎勵」根本不存在。

帕斯卡也曾直接回應過這種批評。他說，若賭注在邏輯上是成立的，那麼「不相信」才是非理性的行為；既然理智讓人相信上帝，不相信就一定是感情用事。所以，這種非理性的情感是可以抑制的；他希望「無法相信的人」多從「曾面對類似困難的人」身上學習，參與宗教活動，最終一定能受到感化。